# X-Flight
X-Flight sont des montagnes russes Wing Rider du parc Six Flags Great America, situé à Gurnee, dans l'Illinois, aux États-Unis.

## Historique
Les pièces de l'attraction sont arrivées au parc en octobre 2011. Le 10 novembre 2011, le parc a installé une webcam pour que les fans de montagnes russes puissent suivre la construction de l'attraction. Le 3 janvier 2012, la construction du parcours a commencé. L'ouverture de X-Flight a eu lieu le 16 mai 2012.

## Parcours
Le parcours commence par un lift hill à chaîne d'une hauteur de 37 mètres. Au sommet du lift, les passagers sont inversés avant de plonger dans un demi-looping de façon similaire à un looping plongeant. Le train fait ensuite un zero-G roll, plonge sous un bâtiment et va dans un Immelmann. À la sortie de l'Immelmann, le train tourne à 180 degrés vers la droite dans un élément d'eau et fait un deuxième zero-G roll. Puis un virage serré vers la gauche est suivi d'un inline twist. Le parcours se finit par un virage à droite qui mène vers une zone de freinage. Une deuxième zone de freinage, qui mène à la gare, se trouve après un virage de 180 degrés vers la gauche.
X-Flight a différents éléments le long du parcours comme des cloches et des sifflets, des jets d'eau et des machines à brouillard.

## Trains
X-Flight sont des montagnes russes Wing Rider. Chaque train a huit wagons d'un seul rang sur lequel deux personnes se placent de chaque côté de la piste, pour un total de 32 passagers par train.